# Classe Tripartite

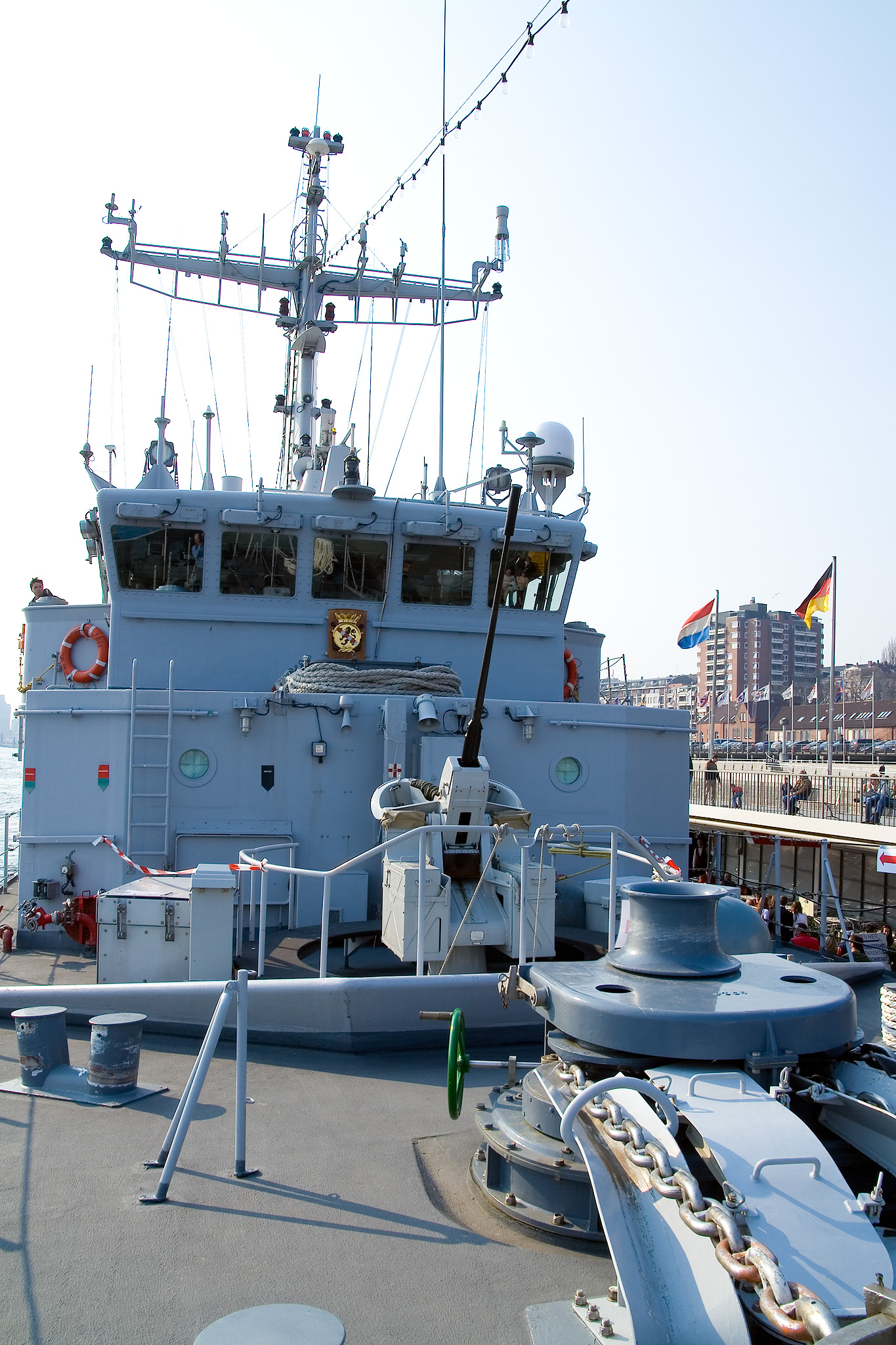
Le canon de 20 mm

Le type Tripartite, ou en France la classe Eridan, est une série de 35 chasseurs de mines conçue selon un projet commun aux marines belge, française et néerlandaise, ratifié par les chefs d'état-major des trois marines le 9 décembre 1974.

## Historique
Ils ont été construits en coopération durant les années 1980. La France a été chargée des équipements de chasse des mines, la Belgique a fourni les équipements électroniques et les Pays-Bas ont réalisé le système de propulsion. La Belgique et la France ont commandé dix exemplaires chacun et les Pays-Bas quinze. 
Tous les chasseurs de mines tripartites, durant leur service dans les marines européennes, font partie de la Standing NATO Mine Countermeasures Group 1 de l'OTAN[réf. nécessaire].
Les autorités irakiennes après la guerre du Golfe ont déclaré qu’ils avaient mouillé 1 157 mines marines dans le Golfe Persique. 1 240 ont été détruites par la coalition internationale, car il restait des mines de la guerre Iran-Irak. Les bâtiments européens en ont détruit à eux seuls 898 et parmi ces unités européennes, les chasseurs de la classe Tripartite français, belges et néerlandais en ont détruit 530.

## Bâtiments

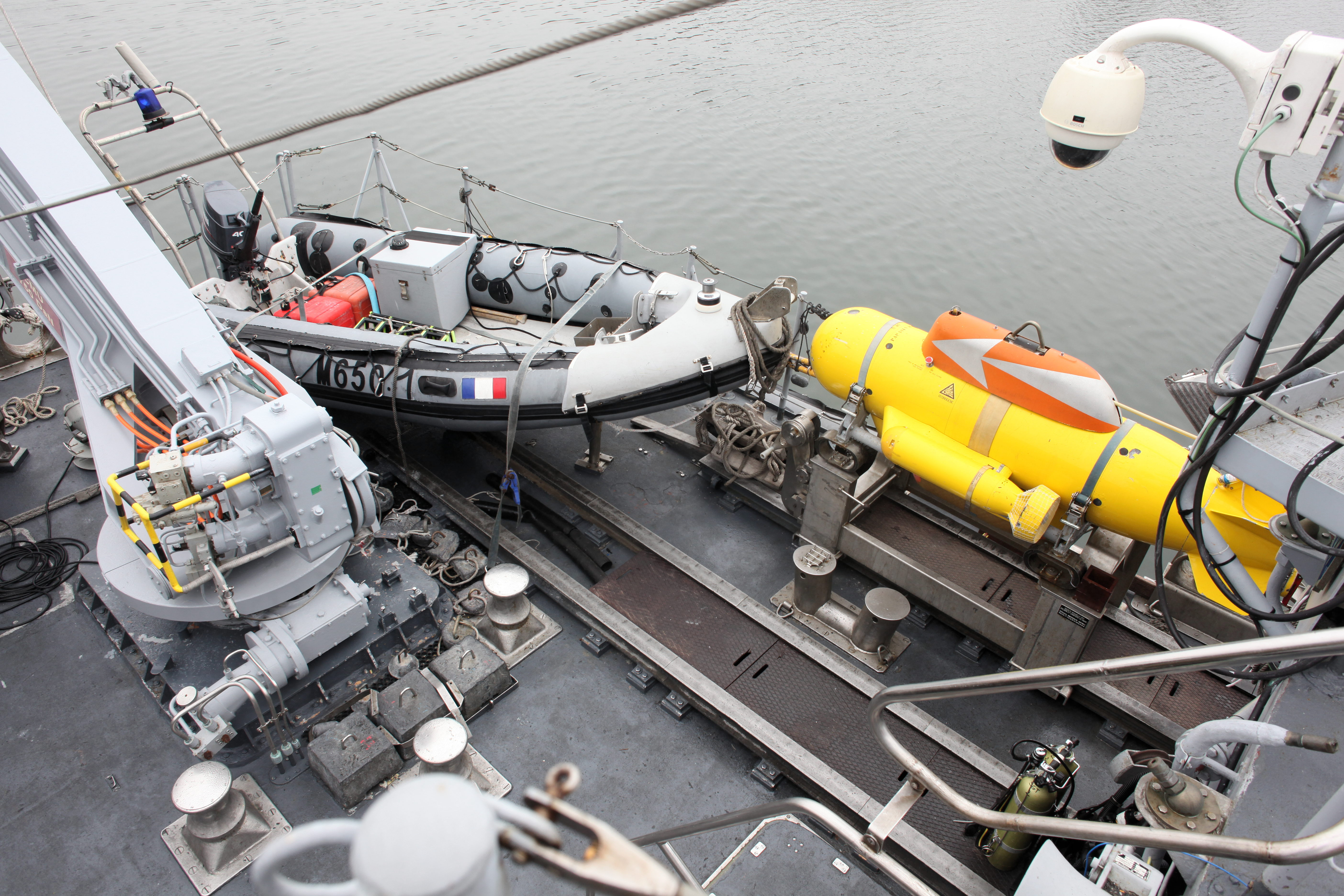
Embarcation et PAP-104 du bâtiment français Sagittaire.

La particularité de ces chasseurs de mines est d'être propulsés par trois turbines à gaz Turbomeca Astazou IVM1 disposées bien au-dessus de la ligne de flottaison. Bien qu'ajoutant de la masse dans les hauts du bâtiment, cette configuration assure une meilleure discrétion acoustique lors de la phase de chasse aux mines. Ils sont équipés dès l’origine de robots sous-marins autonomes nommés dans les marines françaises et belges « PAP » pour « Poisson(s) Auto- Propulsé(s) » de ECA Group.
Leur armement fixe d'autodéfense est léger avec seulement des mitrailleuses, et sur les navires français, un canon de calibre 20 mm F2. Il est possible de rajouter de l'équipement occasionnellement tel le poste de tir de missile Milan qui a été installé sur le Crocus belge en 1988 alors en mission dans le golfe Persique.

### Belgique
Classe Aster, aussi appelée classe Flower (les Tripartites sont aussi appelés CMT (Chasseur de Mines Tripartite)) 
- M915 Aster (vendu au Pakistan)
- M916 Bellis
- M917 Crocus
- M918 Dianthus (vendu à la France en 1993)
- M919 Fuchsia (vendu à la France en 1993)
- M920 Iris (vendu à la France en 1993)
- M921 Lobelia
- M922 Myosotis (vendu à la Bulgarie en 2008)
- M923 Narcis
- M924 Primula

### Bulgarie
- Tsibar (ex-M922 Myosotis belge)

### France
Classe Éridan (modernisée par le groupe Thales)
- M641 Éridan (désarmé en 2018))
- M642 Cassiopée (désarmé en 2022)
- M643 Andromède
- M644 Pégase
- M645 Orion (désarmé en 2023)
- M646 Croix du Sud
- M647 L'Aigle
- M648 Lyre
- M649 Persée (désarmé en 2009)
- M650 Sagittaire (bâtiment ayant le même nom et le même indicatif visuel que l'ex Sagittaire vendu au Pakistan)
- M651 Verseau (ex-M920 Iris belge) (désarmé en 2010)
- M652 Céphée (ex-M919 Fuchsia belge)
- M653 Capricorne (ex-M918 Dianthus belge)

En janvier 2014, la marine française dispose de onze de ces navires – huit à la base navale de Brest et trois à la base navale de Toulon – équipés de 35 « Poissons auto-pilotés PAP-404 ». En 2020, il est prévu que les derniers navires soient retirés du service en 2029. 
La Marine nationale a l'intention de commander six navires basés sur ceux de la classe City, pour remplir le rôle de vaisseaux mères prévus par le programme de guerre des mines SLAM-F [Système de Lutte Anti Mines navales Futur] en cours,

### Indonésie
Classe Pulau Rengat
- 711 Pulau Rengat (à l'origine prévu pour être le M864 Willemstad hollandais)
- 712 Pulau Rupat (à l'origine prévu pour être le M863 Vlaardingen hollandais)

### Lettonie
- M-04 Imanta (ex-M854 Harlingen hollandais)
- M-05 Viesturs (ex-M855 Scheveningen hollandais)
- M-06 Talivaldis (ex-M852 Dordrecht hollandais)
- M-07 Visvaldis (ex-M851 Delfzijl hollandais)
- M-08 Rusins (ex-M850 Alkmaar hollandais)

### Pakistan
Classe Munsif
- M166 Munsif (ex-M650 Sagittaire français, premier du nom)
- M167 Muhafiz (construit en France, terminé au Pakistan)
- M168 Mahmood (construit au Pakistan en 1997)

### Pays-Bas
Classe Alkmar
- M850 Alkmaar (vendu à la Lettonie)
- M851 Delfzijl (vendu à la Lettonie)
- M852 Dordrecht (vendu à la Lettonie)
- M853 Haarlem
- M854 Harlingen (vendu à la Lettonie)
- M855 Scheveningen (vendu à la Lettonie)
- M856 Maasluis
- M857 Makkum
- M858 Middelburg
- M859 Hellevoetsluis
- M860 Schiedam
- M861 Urk
- M862 Zierikzee
- M863 Vlaardingen[8]
- M864 Willemstad[9]

## Galerie de photographies

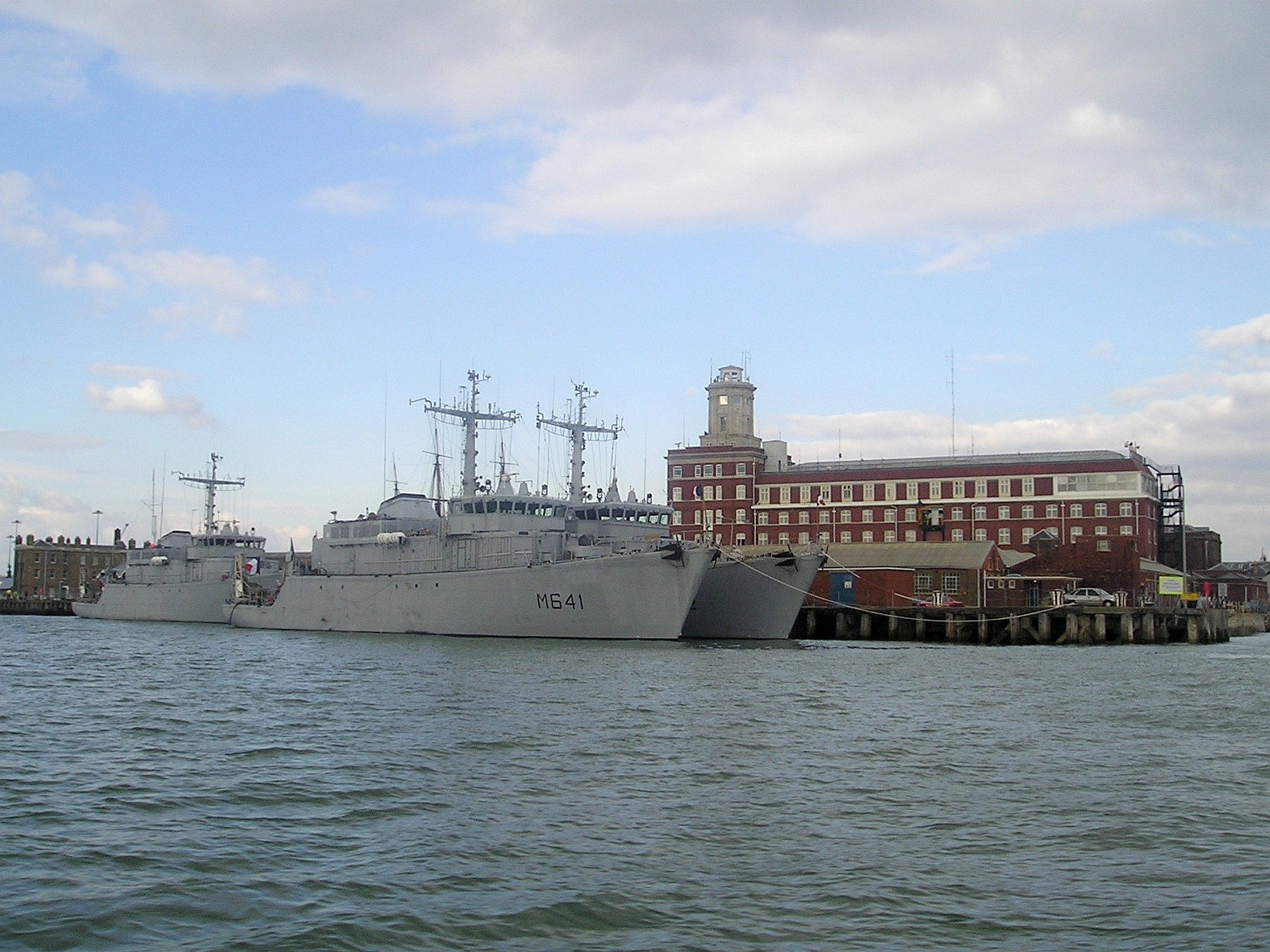
Le M641 Éridan français
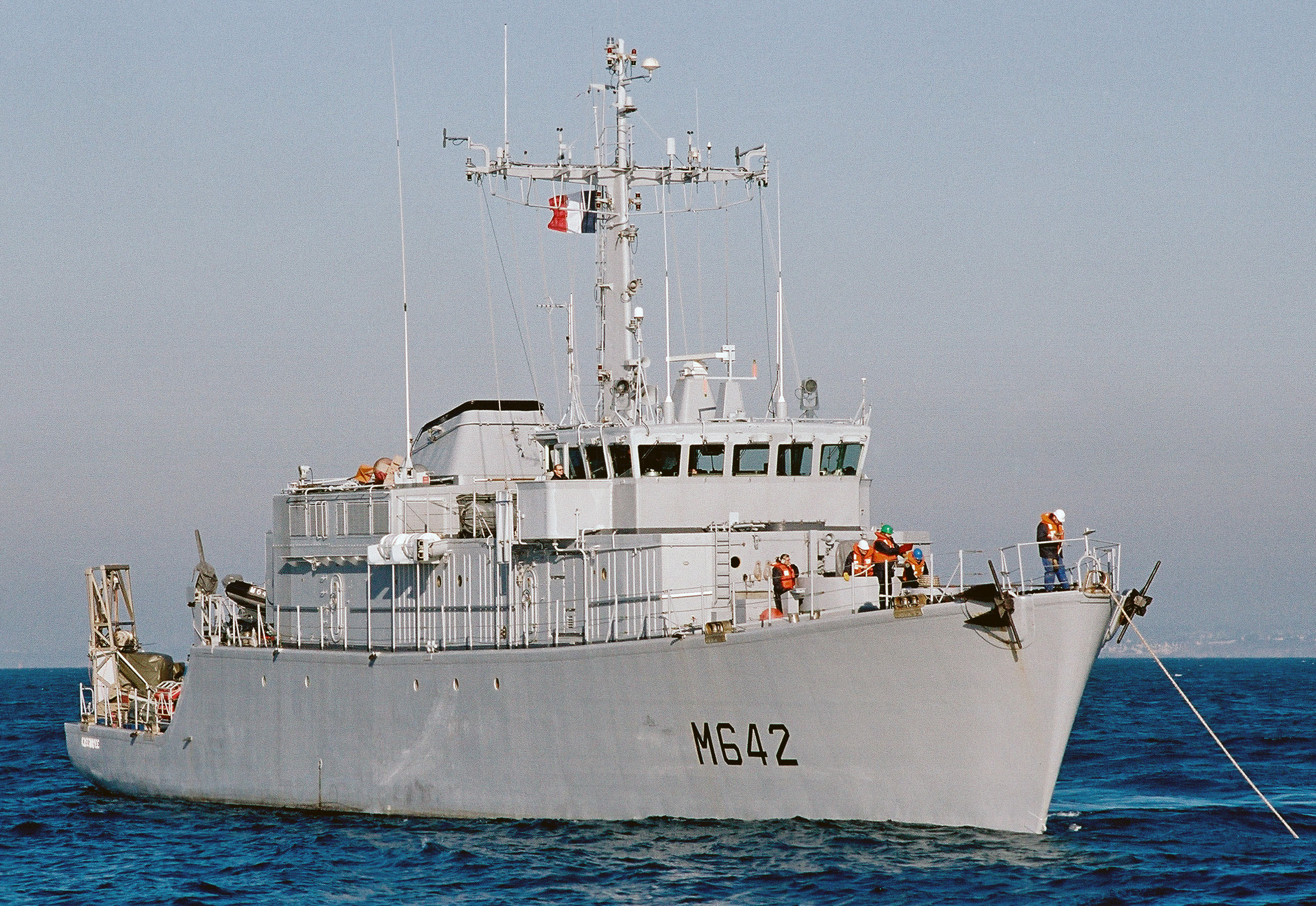
Le M642 Cassiopée français
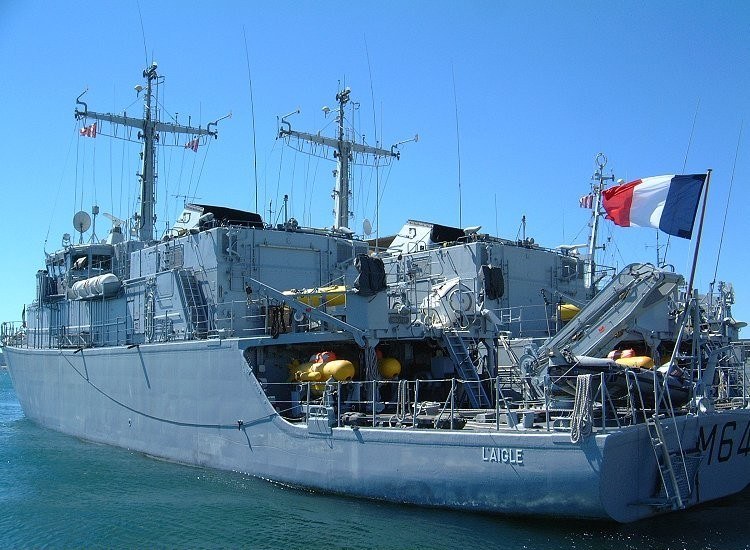
Le M647 L'Aigle français
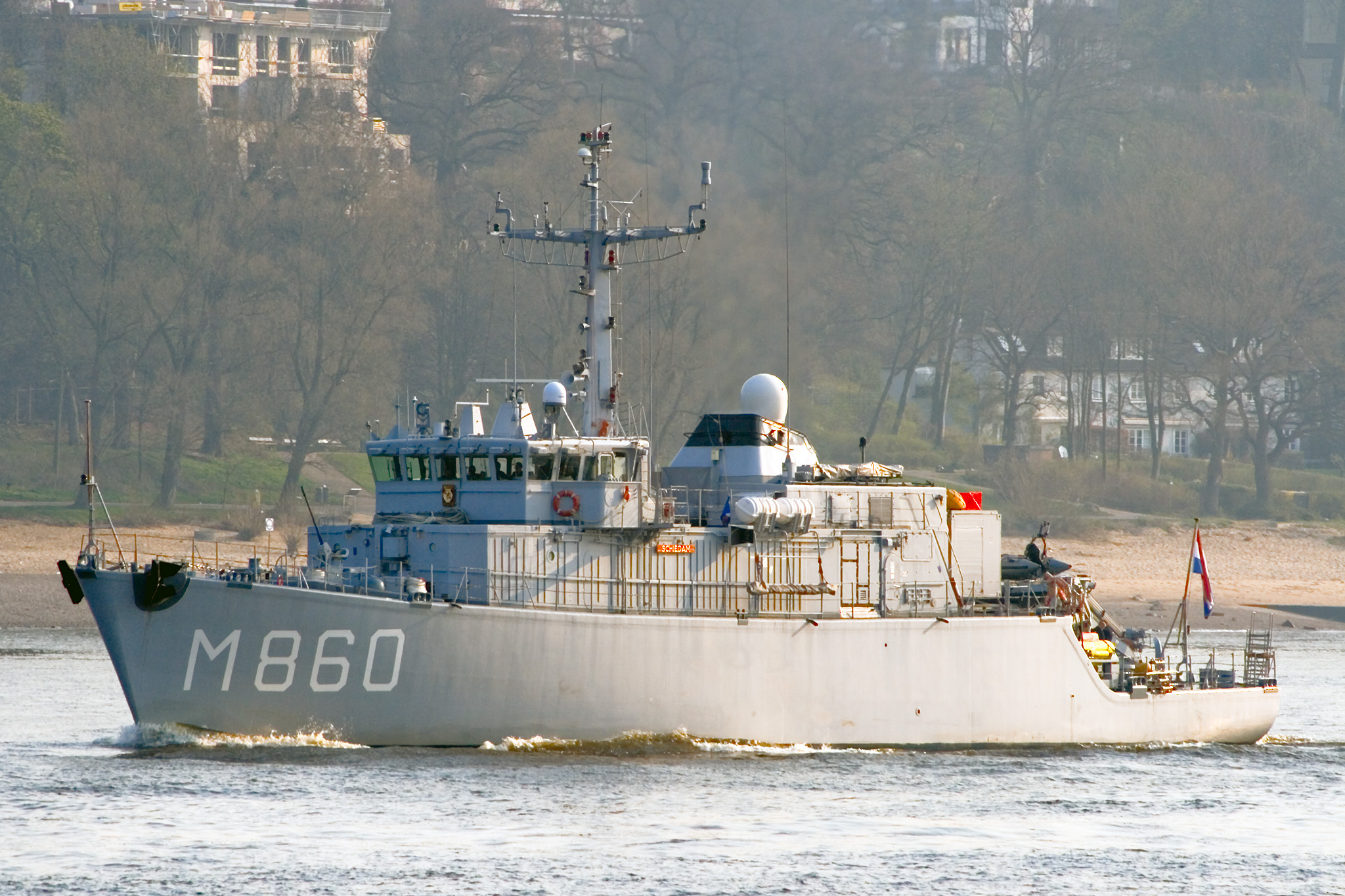
Le M860 Schiedam néerlandais
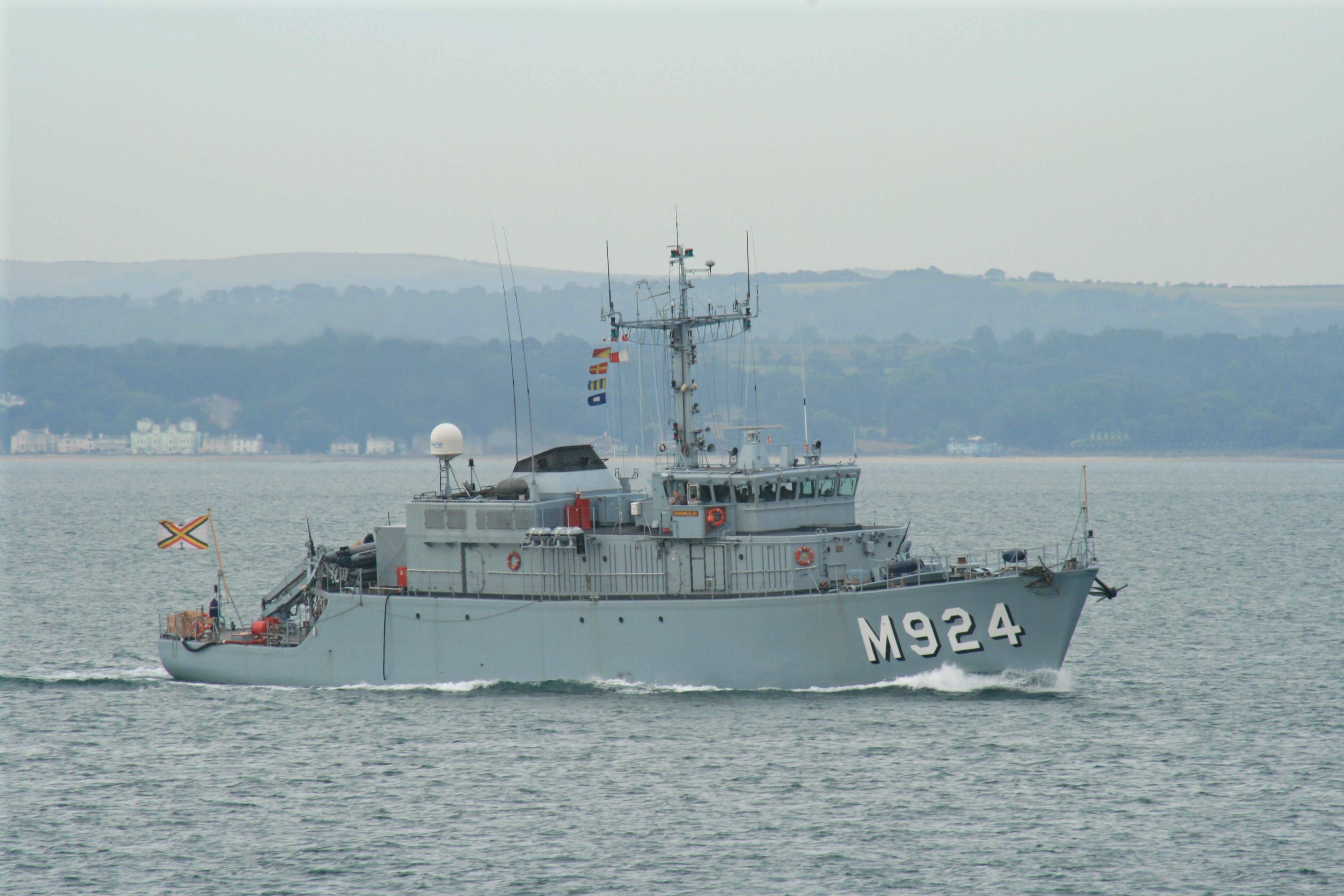
BNS Primula
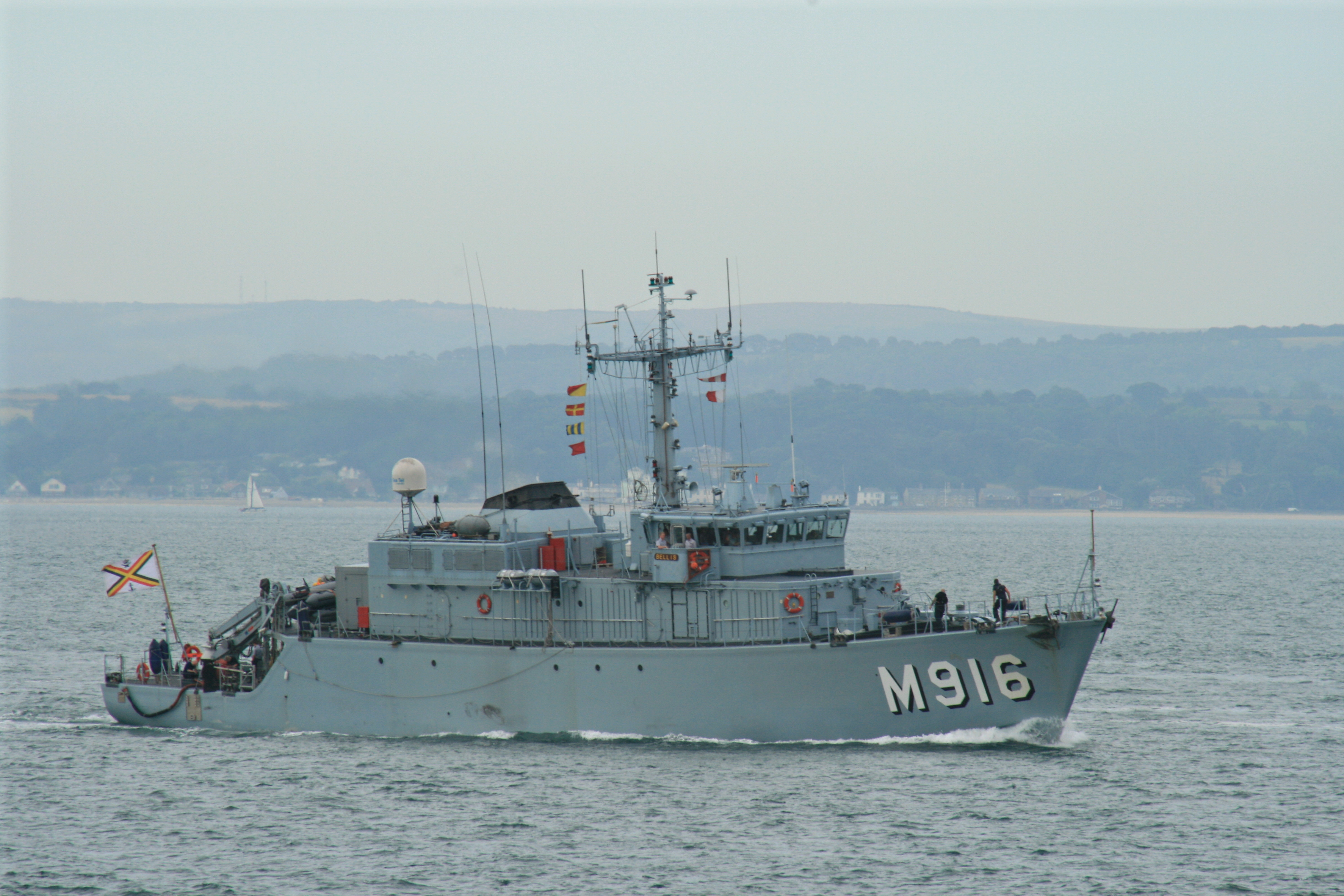
BNS Bellis

## Classes dechasseur de minessimilaires
- Classe Segura
- Classe Sandown
- Clase Avenger
- Classe City